# Cryptomator
Cryptomator est un logiciel libre à code source ouvert de chiffrement à la volée multi-plateformes développé par la société allemande Skymatic GmbH depuis 2016, et publié selon les termes de la licence publique générale GNU. Mettant en avant la simplicité d'utilisation, il est dédié au chiffrement de données préalablement à leur envoi à des services cloud tiers. Ainsi, les fournisseurs du service cloud tels que Microsoft, Google ou Dropbox sont incapables de lire les données qu'ils hébergent. Les risques d'intrusion dans la vie privée ou d'espionnage d'informations sensibles sont donc minimisés.  

## Fonctionnement
Cryptomator est un logiciel de chiffrement à la volée, ce qui signifie qu'un volume chiffré est en permanence stocké sous forme de fichiers illisibles sur le disque local. Lorsque la clé de chiffrement préalablement définie est correctement saisie dans l'interface du logiciel, le volume est déchiffré et rattaché à l'arborescence du système de fichiers comme s'il était un périphérique de stockage amovible tel qu'une clé USB ou un disque SSD externe. 
Ces fichiers illisibles, rassemblés dans un unique dossier pour chaque volume, peuvent être synchronisés en utilisant divers services cloud. 
Cryptomator se démarque du très populaire logiciel libre de chiffrement à la volée Veracrypt par sa conception sur mesure pour le cloud, là où Veracrypt est principalement destiné au chiffrement sur disque local. Alors que ce dernier stocke un volume chiffré sous forme d'un unique conteneur, Cryptomator chiffre individuellement les fichiers contenus dans un même volume, ce qui permet de synchroniser les seuls fichiers ayant été modifiés et non l'entièreté du volume concerné. 

## Sécurité
Lors de l'accès à un fichier chiffré, Cryptomator le déchiffre et le rend disponible sur le disque virtuel. Aucune version non chiffrée des fichiers n'est stockée sur le disque dur. En plus des fichiers eux-mêmes, les noms de fichier et les chemins d'accès sont également chiffrés.  Le chiffrement utilise l'algorithme de chiffrement AES-256. Le statut ouvert du logiciel permet d'exclure les portes dérobées.  
Le caractère non-commercial de Cryptomator fait que son utilisation ne requiert pas de compte utilisateur. Ainsi, même si la société Skymatic venait à mettre fin à ses activités, toutes les copies du logiciel continueraient à être pleinement fonctionnelles.  
Plusieurs audits ont été réalisés par des experts en cybersécurité indépendants, en plus de la revue du code opérée en permanence par la communauté. Les rapports de ces audits sont consultables par tous sur le web.  

## Modèle économique
Les versions pour Windows, MacOS et Linux de Cryptomator sont des logiciels libres publiés sous les termes de la licence publique générale. Par conséquent, leur utilisation est gratuite pour tous, chacun est autorisé à accéder aux codes source des logiciels, à y apporter des modifications  et à les distribuer librement.
Le développement est, d'une part, financé par les dons facultatifs que les utilisateurs de Cryptomator sont invités à faire lors du téléchargement du logiciel, et d'autre part, par la vente des versions pour Android et iOS qui sont, elles, distribuées sous licences propriétaire et vendues pour un prix fixe. La version 2.0, sortie le 21 décembre 2021 sur iOS, est elle distribuée sous licence open source,.

## Réception
Au CEBIT 2016, Cryptomator a reçu le prix spécial Sécurité utilisable et confidentialité. La facilité d'utilisation sur plusieurs plates-formes a été saluée, de même que la haute sécurité du logiciel open source.   

## Alternatives
Le logiciel propriétaire Boxcryptor fournit des fonctionnalités avancées telles que la connectivité native à de nombreux services de cloud.  L'utilisation commerciale et les fonctionnalités avancées sont payantes. Malheureusement, la solution Boxcryptor a été rachetée par Dropbox et elle ne sera plus disponible après 2023 pour le chiffrement de données stockées dans OneDrive ou Google Drive par exemple.
Cloudevo offre une connectivité entre plusieurs fournisseurs de cloud, permettant ainsi à un grand disque constitué de plusieurs comptes gratuits avec différents fournisseurs de cloud. Cloudevo est propriétaire et limité dans sa version gratuite, mais offre un client Web. Contrairement à Cryptomator, Cloudevo nécessite un compte utilisateur. 
OpenKeychain est une application concurrente, elle est livrée de base avec l'OS /e/, ROM Android alternative.